# 久部良

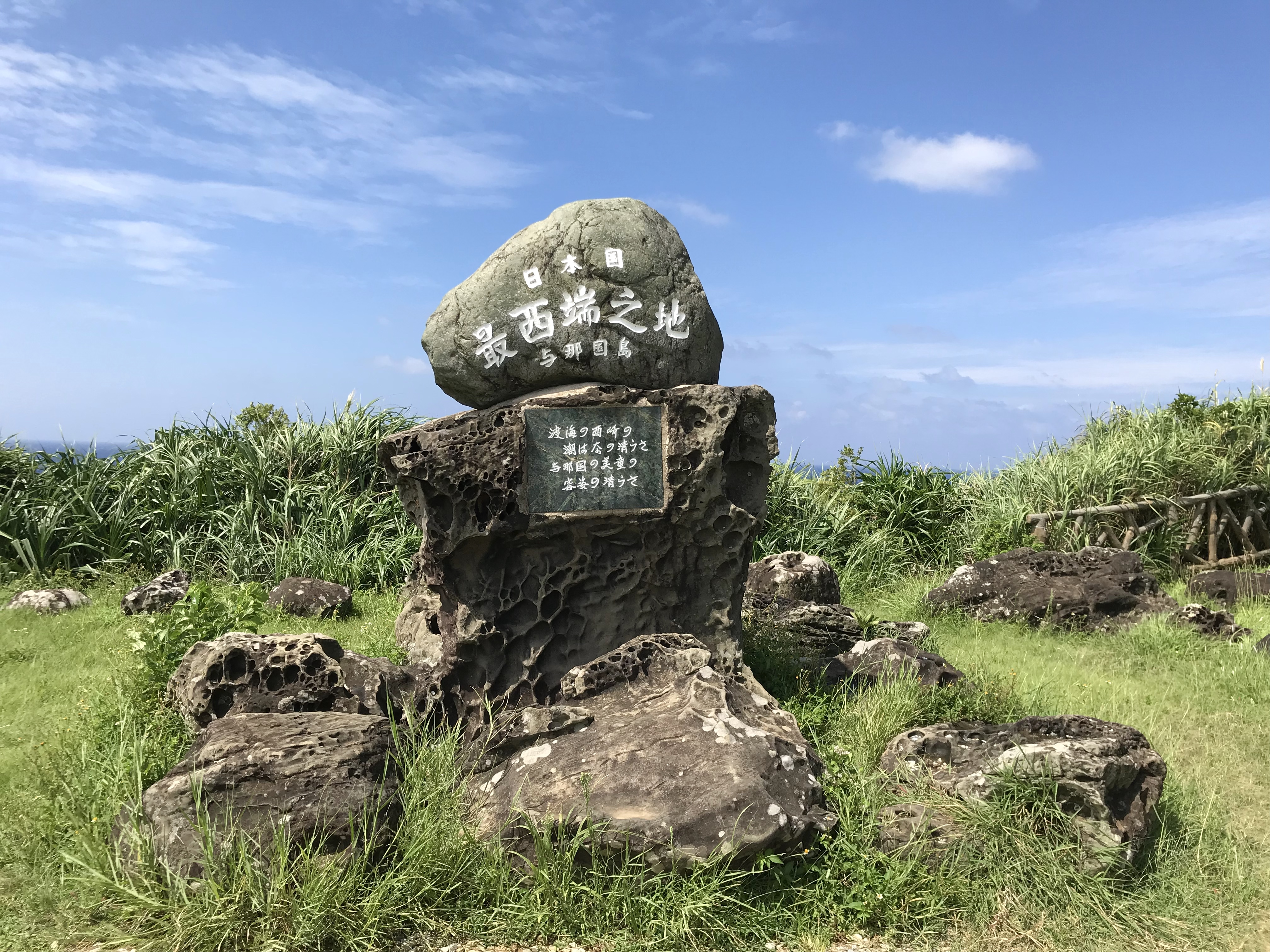
西崎・「日本国最西端之地」の碑

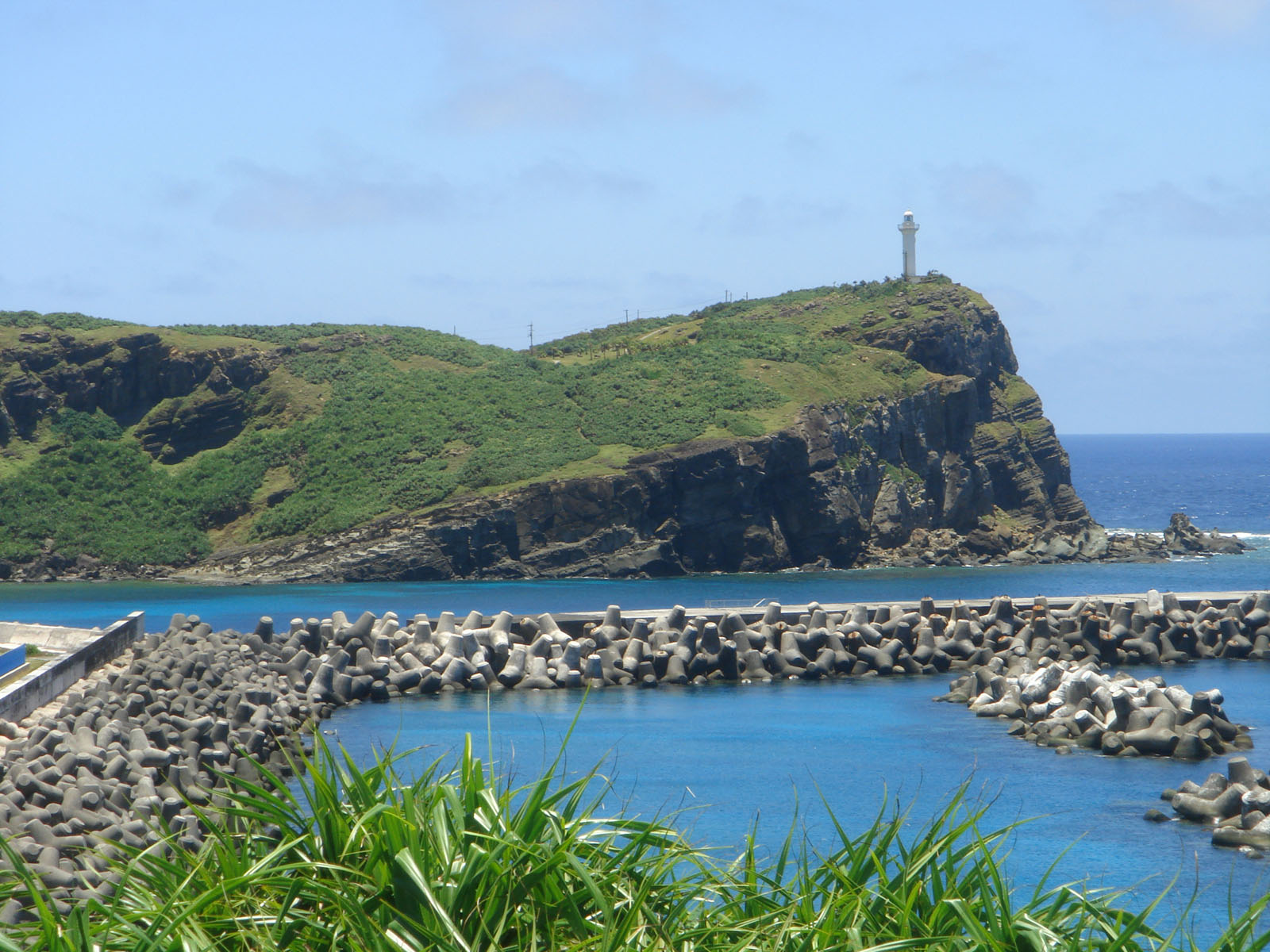
与那国島西端の岬・西崎

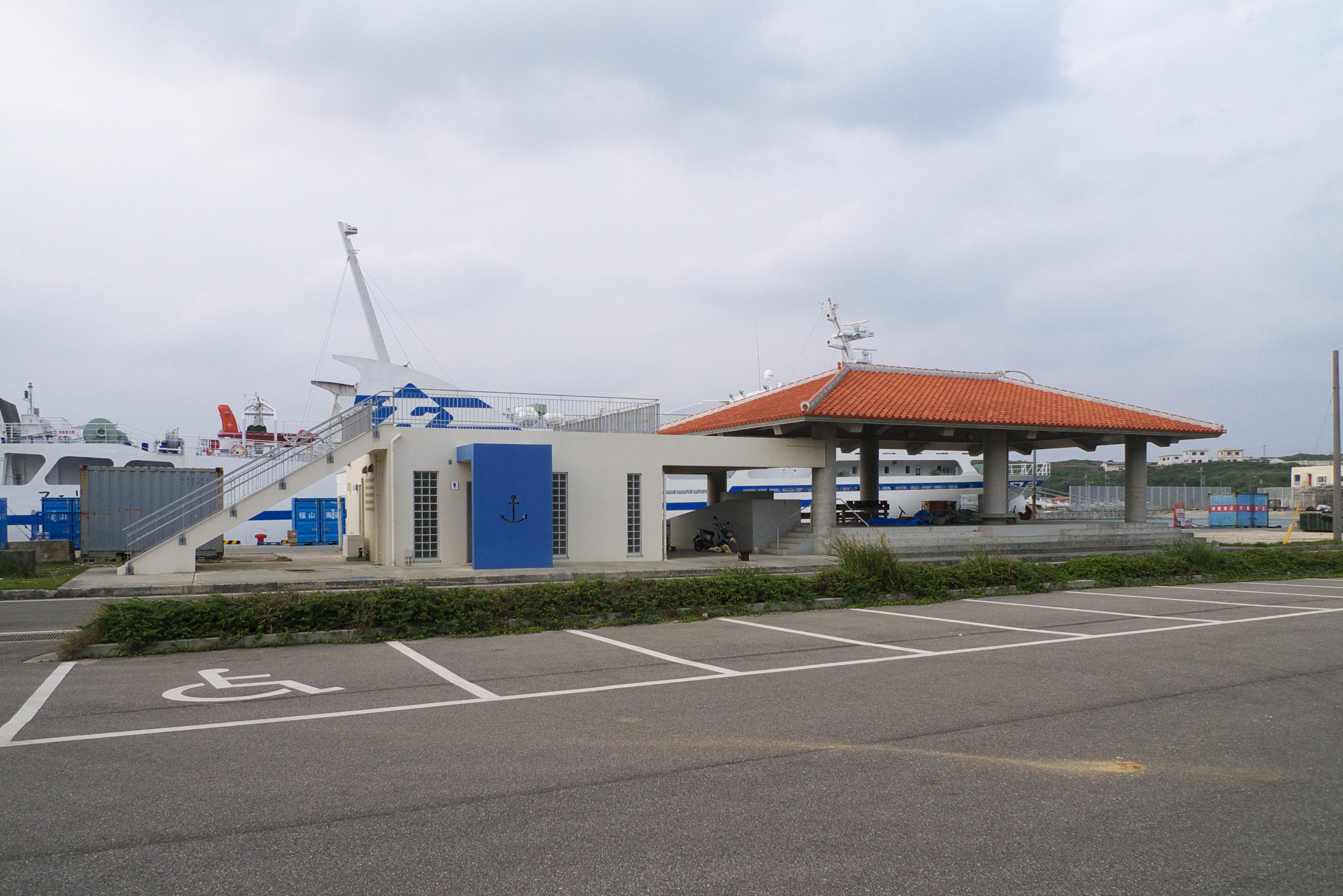
久部良港旅客ターミナル

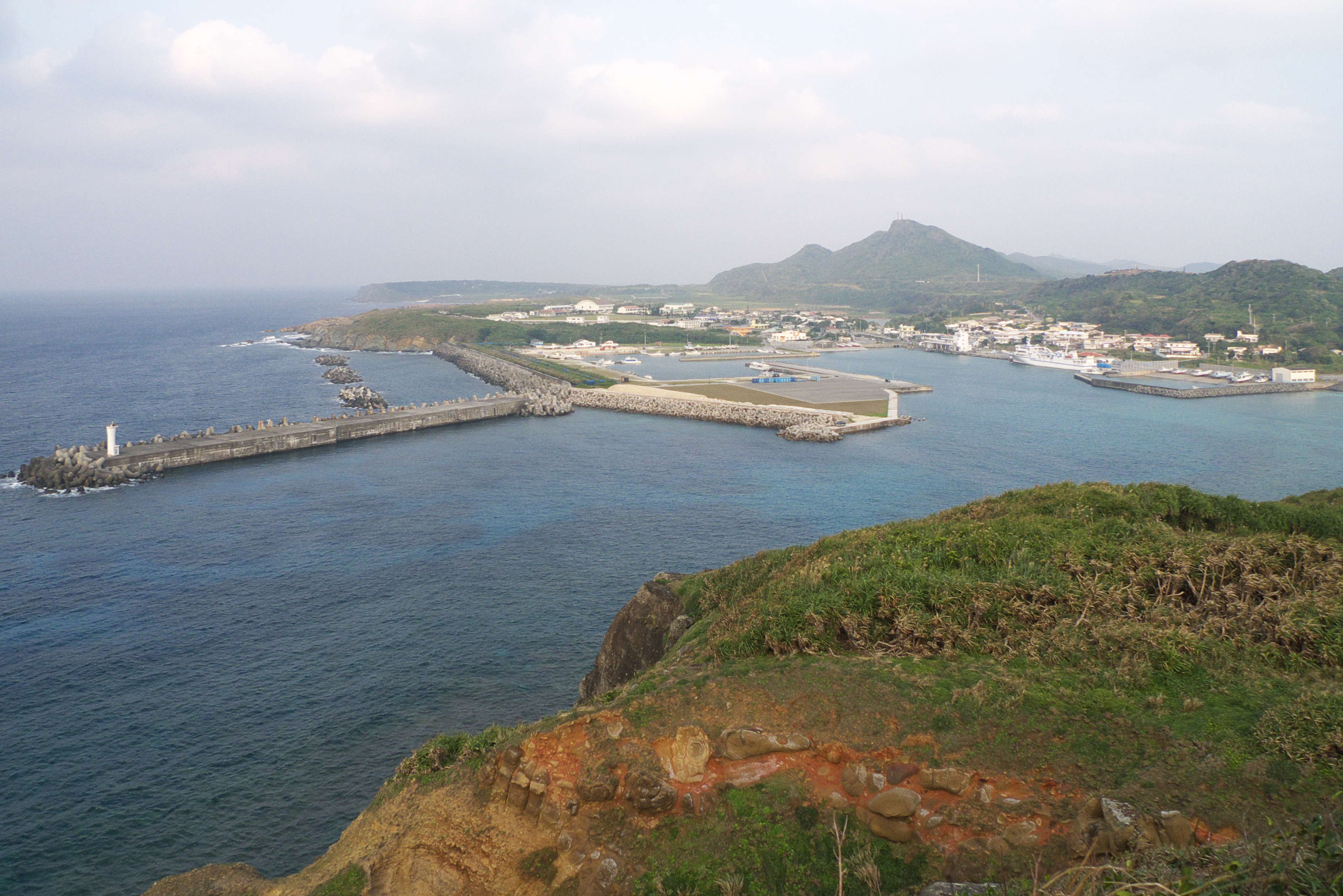
西崎から見た久部良港

久部良（くぶら）は、沖縄県八重山郡与那国町の地名。八重山列島与那国島の西部に位置する。小字としての「久部良」という地名は「字与那国」の一部となっている。

## 概要
与那国島西端の集落。久部良岳の北側、与那国島西端の岬西崎（いりざき）を望む場所に開けている。久部良港は福山海運の石垣港行き定期船が発着する与那国島の海の玄関口であり、沖縄地区税関石垣支署の分署である与那国監視署が置かれている。

## 交通
与那国空港から車で西へ10分。最西端観光の路線バスが祖納・比川との間を循環している。

## 名所・旧跡・施設
- 沖縄地区税関石垣支署与那国監視署
- 久部良港 - 日本最西端の港。
- 久部良簡易郵便局[2] - 日本最西端の郵便局[3]。
- 与那国町立久部良小学校 - 日本最西端の小学校。
- 与那国町立久部良中学校 - 日本最西端の中学校。
- 西崎
- ナーマ浜
- 久部良岳
- 久部良バリ